# Apamea perstriata
Apamea perstriata là một loài bướm đêm thuộc họ Noctuidae. Nó được tìm thấy ở miền tây Trung Quốc.